# Бальджуванский район
Бальджува́нский район (тадж. Ноҳияи Балҷувон) — административный район в составе Хатлонской области Республики Таджикистан. Районный центр — село Бальджувон — расположен в 190 км юго-восточнее города Душанбе.

## История
Образован 16 марта 1938 года в составе Кулябской области Таджикской ССР. В русскоязычных СМИ Таджикистана также встречается другой вариант русского названия района — Бальджуанский район.
В 1936—1952 на части территории района существовал Сары-Хасорский район.

## География
Бальджуванский район расположен в долине реки Вахш. На севере и западе граничит с Файзабадским, Рогунским, Нурабадским и Сангворским районами, на востоке и юге — с Ховалингским, Темурмаликским и Нурекским районами Хатлонской области.
Территория Бальджуванского района составляет 1326,62 км².

## Население
Население по оценке на 1 января 2015 года составляло 27 200 человек (100% — сельское).
| Численность населения | Численность населения | Численность населения | Численность населения | Численность населения | Численность населения | Численность населения | Численность населения |
| 1939                  | 2003                  | 2004                  | 2005                  | 2006                  | 2007                  | 2008                  | 2009                  |
| --------------------- | --------------------- | --------------------- | --------------------- | --------------------- | --------------------- | --------------------- | --------------------- |
| 37 983                | ↘22 700               | ↗23 200               | ↗24 000               | ↗24 800               | ↗25 400               | ↗26 100               | ↗26 700               |
| 2019                  | 2020                  | 2021                  | 2022                  |                       |                       |                       |                       |
| ↗29 600               | ↗30 400               | ↗31 900               | ↗32700                |                       |                       |                       |                       |

## Административно-территориальное деление
В состав Бальджуванского района входят 5 сельских общин (тадж. ҷамоат):
| Административно-территориальное деление Бальджуванского района |           |
| Сельская община                                                | Население |
| Бальджувон                                                     | 3660      |
| Куханшахр                                                      | 5219      |
| Сафобахш                                                       | 4218      |
| Саталмуш                                                       | 3614      |
| Сафедчашма                                                     | 3775      |

Главой Бальджуванского района является Председатель Хукумата, который назначается Президентом Республики Таджикистан. Главой правительства Бальджуванского района является Председатель Хукумата. Законодательный орган Бальджуванского района — Маджлис народных депутатов, который избирается всенародно на 5 лет.
- Сафарзода, Бахтиёр (17.11.2021-)[11]